# Chironomus acerbiphilus
Chironomus acerbiphilus är en tvåvingeart som beskrevs av Tokunaga 1939. Chironomus acerbiphilus ingår i släktet Chironomus och familjen fjädermyggor. Inga underarter finns listade i Catalogue of Life.